# عقد لمفاوية رقبية عميقة سفلية
العقد اللمفاوية الرقبية العميقة السفلية تمتد وراء الحافة الخلفية للعضلة القصية الترقوية الحلمية في المثلث تحت الترقوي من مثلثات العنق؛ حيث تقع قريبة من الضفيرة العضدية والوريد تحت الترقوة.